# Bouguirat
Bouguirat là một đô thị thuộc tỉnh Mostaganem, Algérie. Dân số thời điểm năm 2002 là 26.954 người.